# Liga Sudamericana Femenina de Clubes de Básquet de 2015
La Liga Sudamericana Femenina de Clubes de Básquetbol fue la segunda edición de este torneo con esta denominación si se considera la edición de 2002, y fue la 17.° edición en general de la competencia continental para clubes de basquétbol femenino. Comenzará el 15 de mayo en Valparaíso, Chile, con el cuadrangular A.

## Equipos participantes
| País             | Equipo                          | Vía de clasificación |
| ---------------- | ------------------------------- | --- |
| Argentina 1 cupo | Deportivo Berazategui           | |
| Bolivia 1 cupo   | Universidad San Simón           | |
| Brasil 2 cupos   | ADCF Unimed Sport Recife        | Campeón de la Liga de Basquete Feminino 2013-14 Subcampeón de la Liga de Basquete Feminino 2013-14                                   |
| Chile 2 cupos    | Leones de Quilpué New Crusaders | Campeón de la Liga Nacional Femenina de Básquetbol de Chile 2014 Subcampeón de la Liga Nacional Femenina de Básquetbol de Chile 2014 |
| Colombia 1 cupo  | La Estancia                     | |
| Ecuador 3 cupos  | UTE Uruguay UNEMI Santa María   | |
| Uruguay 1 cupo   | Malvín                          | |
| Venezuela 1 cupo | Deportivo Anzoátegui            | |

## Modo de disputa
El torneo estuvo dividido en dos etapas; la ronda preliminar y el hexagonal final.
Primera ronda
Los trece participantes se dividieron en tres grupos con tres sedes, una por grupo, donde disputaron partidos dentro de cada grupo. A fin de puntuar, cada equipo recibió 2 puntos por victoria y uno por derrota. Los dos primeros de cada grupo avanzaron al hexagonal final, mientras que los demás dejaron de participar.
Las sedes fueron:
- Grupo A: Valparaíso, Chile.
- Grupo B: Milagro, Ecuador.
- Grupo C: Puerto La Cruz, Venezuela.

Hexagonal final
Los seis equipos clasificados se dividieron en dos grupos y se enfrentaron todos contra todos dentro del grupo. A fin de puntuar, cada equipo recibió 2 puntos por victoria y uno por derrota. El primero y el segundo de cada grupo avanzaron a las semifinales y los perdedores, al tercer puesto.
La sede fue:
- Puente Alto, Chile.[3]

## Primera ronda

### Grupo A
| Pos. | Equipo                | Pts | PJ | PG | PP | PF  | PC  | Dif |
| ---- | --------------------- | --- | -- | -- | -- | --- | --- | --- |
| 1.   | UTE                   | 5   | 3  | 2  | 1  | 181 | 165 | +16 |
| 2.   | Deportivo Berazategui | 5   | 3  | 2  | 1  | 194 | 192 | +2  |
| 3.   | Malvín                | 4   | 3  | 1  | 2  | 194 | 200 | –6  |
| 4.   | New Crusaders         | 4   | 3  | 1  | 2  | 156 | 168 | –12 |

|  | Clasificado al hexagonal final. |

Los horarios corresponde al huso horario de Valparaíso, UTC –3:00.
| 15 de mayo, 17:45 | UTE                                                            | 62–54        | Berazategui                                                       | Valparaíso, Chile                                                         |  |
|                   | Parciales: 10 - 12, 19 - 10, 14 - 21, 19 - 11                  |              |                                                                   |                                                                           |  |
|                   | Estadísticas Yvonne Turner 20 Lyndra Weaver 14 Yvonne Turner 4 | Pts Reb Asts | Estadísticas 13 Sofía Castillo 8 Ornella Santana 3 Andrea Boquete | Pabellón: Fortín Prat Árbitros: Andreia Silva Vivian García Pedro Vásquez |  |

| 15 de mayo, 20:00 | New Crusaders                                                    | 51–58        | Malvín                                                              | Valparaíso, Chile                                                             |  |
|                   | Parciales: 10 - 11, 5 - 18, 19 - 15, 17 - 14                     |              |                                                                     |                                                                               |  |
|                   | Estadísticas Tatiana Gómez 17 Tatiana Gómez 13 Lorena Infantes 7 | Pts Reb Asts | Estadísticas 14 Stephanie Madden 11 Stephanie Madden 3 Sabina Bello | Pabellón: Fortín Prat Árbitros: Humberto Muñoz Dora Rodríguez Dayana Oliveros |  |

| 16 de mayo, 17:45 | Malvín                                                                  | 58–70        | UTE                                                              | Valparaíso, Chile     |  |
|                   | Parciales: 13 - 14, 9 - 17, 14 - 15, 22 - 24                            |              |                                                                  |                       |  |
|                   | Estadísticas Stephanie Madden 24 Stephanie Madden 12 Guadalupe Aguiar 4 | Pts Reb Asts | Estadísticas 27 Yvonne Turner 8 Marjorie Caicedo 4 Yvonne Turner | Pabellón: Fortín Prat |  |

| 16 de mayo, 20:00 | Berazategui                                                         | 61–52        | New Crusaders                                                    | Valparaíso, Chile     |  |
|                   | Parciales: 16 - 11, 7 - 13, 17 - 10, 21 - 18                        |              |                                                                  |                       |  |
|                   | Estadísticas Andrea Boquette 19 Ornella Santana 10 Sofía Castillo 6 | Pts Reb Asts | Estadísticas 20 Tatiana Gómez 17 Tatiana Gómez 6 Lorena Infantes | Pabellón: Fortín Prat |  |

| 17 de mayo, 17:45 | Malvín                                                                | 78–79        | Berazategui                                                    | Valparaíso, Chile     |  |
|                   | Parciales: 14 - 24, 12 - 21, 23 - 17, 29 - 17                         |              |                                                                |                       |  |
|                   | Estadísticas Stephanie Zehora 40 Stephanie Zehora 19 Nicole Meshell 5 | Pts Reb Asts | Estadísticas 19 Georgina Bahi 8 Fernanda Melo 8 Sofía Castillo | Pabellón: Fortín Prat |  |

| 17 de mayo, 20:00 | New Crusaders                                                 | 53–49        | UTE                                                                | Valparaíso, Chile     |  |
|                   | Parciales: 6 - 6, 6 - 9, 15 - 18, 26 - 16                     |              |                                                                    |                       |  |
|                   | Estadísticas Javiera Belén 14 Javiera Belén 9 Javiera Belén 4 | Pts Reb Asts | Estadísticas 18 Lyndra Shajuan 11 Marjorie Caicedo 4 Yvonne Turner | Pabellón: Fortín Prat |  |

### Grupo B
| Pos. | Equipo                | Pts | PJ | PG | PP | PF  | PC  | Dif  |
| ---- | --------------------- | --- | -- | -- | -- | --- | --- | ---- |
| 1.   | Leones de Quilpué     | 6   | 3  | 3  | 0  | 217 | 175 | +42  |
| 2.   | ADCF Unimed           | 5   | 3  | 2  | 1  | 239 | 192 | +47  |
| 3.   | Universidad San Simón | 4   | 3  | 1  | 2  | 188 | 175 | +13  |
| 4.   | Uruguay UNEMI         | 3   | 3  | 0  | 3  | 134 | 236 | –102 |

|  | Clasificado al hexagonal final. |

Los horarios corresponde al huso horario de Milagro, UTC –5:00.
| 29 de mayo, 18:15 | ADCF Unimed                                                                       | 72–80        | Leones de Quilpué                                                             | Milagro, Ecuador                   |  |
|                   | Parciales: 26 - 24, 20 - 20, 15 - 17, 11 - 19                                     |              |                                                                               |                                    |  |
|                   | Estadísticas Adriana Capiro Felipe 17 Adriana Capiro Felipe 9 Patricia Oliveira 4 | Pts Reb Asts | Estadísticas 25 Ziomara Morrison 11 Ziomara Morrison 5 Paula Daniela Carrasco | Pabellón: Coliseo Ecuador Martínez |  |

| 29 de mayo, 20:30 | Uruguay UNEMI                                                    | 34–73                | U. San Simón                                                | Milagro, Ecuador                   |  |
|                   | Parciales: 6 - 16, 9 - 18, 10 - 18, 9 - 21                       |                      |                                                             |                                    |  |
|                   | Estadísticas Kristen Morris 15 Kristen Morris 7 Ivaney Márquez 4 | Reporte Pts Reb Asts | Estadísticas 35 Ebone Henry 9 Maria Carmona 3 Danitza Parra | Pabellón: Coliseo Ecuador Martínez |  |

| 30 de mayo, 18:15 | U. San Simón                                                   | 61–74        | ADCF Unimed                                                      | Milagro, Ecuador                   |  |
|                   | Parciales: 15 - 18, 7 - 24, 22 - 17, 17 - 15                   |              |                                                                  |                                    |  |
|                   | Estadísticas Ebone Henry 15 Marcela Vizcarra 7 Mirian Claros 3 | Pts Reb Asts | Estadísticas 20 Ariadna Capiro 8 Ariadna Capiro 6 Karla Da Costa | Pabellón: Coliseo Ecuador Martínez |  |

| 30 de mayo, 20:30 | Leones de Quilpué                                                         | 70–49        | Uruguay UNEMI                                                  | Milagro, Ecuador                   |  |
|                   | Parciales: 13 - 16, 19 - 8, 20 - 18, 18 - 7                               |              |                                                                |                                    |  |
|                   | Estadísticas Aishah Sutherland 16 Ziomara Morrison 13 Ambrosia Anderson 6 | Pts Reb Asts | Estadísticas 14 Ivany Márquez 9 Ivany Márquez 4 Tatiana Patiño | Pabellón: Coliseo Ecuador Martínez |  |

| 31 de mayo, 18:15 | Leones de Quilpué                                                        | 67–54        | U. San Simón                                                  | Milagro, Ecuador                   |  |
|                   | Parciales: 20 - 13, 19 - 10, 10 - 14, 18 - 17                            |              |                                                               |                                    |  |
|                   | Estadísticas Ambrosia Anderson 25 Ziomara Morrison 10 Ziomara Morrison 6 | Pts Reb Asts | Estadísticas 24 Ebone Henry 12 Ebone Henry 3 Romina Rodríguez | Pabellón: Coliseo Ecuador Martínez |  |

| 31 de mayo, 20:30 | Uruguay UNEMI                                                      | 51–93        | ADCF Unimed                                                         | Milagro, Ecuador                   |  |
|                   | Parciales: 12 - 31, 13 - 22, 7 - 21, 19 - 19                       |              |                                                                     |                                    |  |
|                   | Estadísticas Ivaney Márquez 24 Ivaney Márquez 8 Yosimar Corrales 3 | Pts Reb Asts | Estadísticas 17 Gilmara Justino 8 Gilmara Justino 7 Joice Rodrigues | Pabellón: Coliseo Ecuador Martínez |  |

### Grupo C
| Pos. | Equipo       | Pts | PJ | PG | PP | PF  | PC  | Dif |
| ---- | ------------ | --- | -- | -- | -- | --- | --- | --- |
| 1.   | Sport Recife | 6   | 3  | 3  | 0  | 227 | 191 | +36 |
| 2.   | Santa María  | 4   | 3  | 1  | 2  | 196 | 198 | –2  |
| 3.   | Anzoátegui   | 4   | 3  | 1  | 2  | 180 | 192 | –12 |
| 4.   | La Estancia  | 4   | 3  | 1  | 2  | 170 | 192 | –22 |

|  | Clasificado al hexagonal final. |

Los horarios corresponde al huso horario de Puerto La Cruz, UTC –4:30.
| 20 de junio, 17:15 | Sport Recife                                                                 | 67–48        | La Estancia                                                           | Puerto La Cruz, Venezuela     |  |
|                    | Parciales: 9 - 13, 19 - 8, 19 - 16, 20 - 11                                  |              |                                                                       |                               |  |
|                    | Estadísticas Brandie Rene Baker 14 Silvia Cristina Rocha 9 Mariana Camargo 4 | Pts Reb Asts | Estadísticas 15 María Mónica Palacio 13 Judith Levys 2 Mabel Martínez | Pabellón: Gimnasio Luis Ramos |  |

| 20 de junio, 19:30 | Dep. Anzoátegui                                                         | 49–59        | Dep. Santa María                                                      | Puerto La Cruz, Venezuela     |  |
|                    | Parciales: 14 - 15, 10 - 14, 17 - 13, 8 - 17                            |              |                                                                       |                               |  |
|                    | Estadísticas Roselis Silva 17 Roselis Silva 7 Waleska Alejandra Pérez 8 | Pts Reb Asts | Estadísticas 28 Ashley Rae Bruner 14 Ashley Rae Bruner 7 Sandra Viana | Pabellón: Gimnasio Luis Ramos |  |

| 22 de junio, 17:15 | Dep. Santa María                                                           | 74–79        | Sport Recife                                                                  | Puerto La Cruz, Venezuela     |  |
|                    | Parciales: 13 - 17, 20 - 21, 22 - 21, 19 - 20                              |              |                                                                               |                               |  |
|                    | Estadísticas Ashley Rae Bruner 23 Ashley Rae Bruner 15 Ashley Rae Bruner 3 | Pts Reb Asts | Estadísticas 22 Kelly Da Silva 8 Brandie Rene Baker 7 Thaisa Rafaela Frediani | Pabellón: Gimnasio Luis Ramos |  |

| 21 de junio, 19:30 | La Estancia                                                                        | 52–62        | Dep. Anzoátegui                                                                             | Puerto La Cruz, Venezuela     |  |
|                    | Parciales: 15 - 17, 14 - 13, 7 - 23, 16 - 9                                        |              |                                                                                             |                               |  |
|                    | Estadísticas Yanet Arias Acosta 18 Levys Judith Torres 7 Mabel Martínez Coronado 4 | Pts Reb Asts | Estadísticas 14 Waleska Alejandra Pérez 13 Roselis Carolina Silva 9 Waleska Alejandra Pérez | Pabellón: Gimnasio Luis Ramos |  |

| 22 de junio, 17:15 | Dep. Santa María                                              | 63–70        | La Estancia                                                                     | Puerto La Cruz, Venezuela     |  |
|                    | Parciales: 19 - 22, 13 - 11, 15 - 19, 16 - 18                 |              |                                                                                 |                               |  |
|                    | Estadísticas Sandra Viana 17 Maja Vucurovic 19 Sandra Viana 6 | Pts Reb Asts | Estadísticas 29 Yanet María Arias 11 Yanet María Arias 9 María Mónica Hernández | Pabellón: Gimnasio Luis Ramos |  |

| 22 de junio, 19:30 | Dep. Anzoátegui                                                                           | 69–81        | Sport Recife                                                          | Puerto La Cruz, Venezuela     |  |
|                    | Parciales: 11 - 10, 17 - 13, 18 - 13, 19 - 29 (T.E.: 4 - 16)                              |              |                                                                       |                               |  |
|                    | Estadísticas Roselís Carolina Silva 28 Roselís Carolina Silva 10 Roselís Carolina Silva 6 | Pts Reb Asts | Estadísticas 17 Isabela Morais 17 Kelly Da Silva 6 Mariana de Almeida | Pabellón: Gimnasio Luis Ramos |  |

## Hexagonal final
Clasificados sin definir su posición:
| - UTE - Leones de Quilpué - Sport Recife | - Deportivo Berazategui - ADCF Unimed - New Crusaders |

### Grupo D
| Pos. | Equipo                | Pts | PJ | PG | PP | PF  | PC  | Dif |
| ---- | --------------------- | --- | -- | -- | -- | --- | --- | --- |
| 1.   | New Crusaders         | 4   | 2  | 2  | 0  | 132 | 122 | +10 |
| 2.   | Deportivo Berazategui | 3   | 1  | 1  | 1  | 144 | 127 | +17 |
| 3.   | Sport Recife          | 2   | 2  | 0  | 2  | 119 | 146 | –27 |

|  | Clasificado a las semifinales. |

| 23 de septiembre, 21:00 | New Crusaders                                                                        | 67–63                | Deportivo Berazategui                                                          | Puente Alto, Chile                                                                                   |  |
|                         | Parciales: 15 – 11, 14 – 15, 15 – 18, 23 – 19                                        |                      |                                                                                | |  |
|                         | Estadísticas Taysha Renae Pye 25 Taysha Renae Pye 14 Javiera Belen Novion Castillo 3 | Reporte Pts Reb Asts | Estadísticas 16 Sofia Castillo 7 Andrea Luciana Boquete Manna 7 Sofia Castillo | Pabellón: Gimnasio Municipal de Puente Alto Árbitros: Humberto Munoz Gonzalo Salgueiro Andres Bartel |  |

| 24 de septiembre, 19:00 | Deportivo Berazategui                                                          | 81–60                | Sport Recife                                                                                                | Puente Alto, Chile                                                                               |  |
|                         | Parciales: 15 – 8, 25 – 15, 25 – 23, 16 – 14                                   |                      | |                                                                                                  |  |
|                         | Estadísticas Sofia Castillo 27 Andrea Luciana Boquete Manna 7 Sofia Castillo 8 | Reporte Pts Reb Asts | Estadísticas 19 Mariana De Almeida Camargo 12 Silvia Cristina Gustavo Rocha 2 Silvia Cristina Gustavo Rocha | Pabellón: Gimnasio Municipal de Puente Alto Árbitros: Humberto Munoz Daniel Garcia Carlos Romero |  |

| 25 de septiembre, 21:00 | Sport Recife | 59–65        | New Crusaders                                                                    | Puente Alto, Chile                                            |  |
|                         | Parciales: 5 – 12, 13 – 17, 19 – 22, 22 – 14                                                                        |              |                                                                                  |                                                               |  |
|                         | Estadísticas Monica Fernanda Da Silva Nascimento 17 Monica Fernanda Da Silva Nascimento 13 Luana Batista De Souza 4 | Pts Reb Asts | Estadísticas 22 Taysha Renae Pye 12 Lenita Shani Sanford 4 Sandra Carolina Pavón | Pabellón: Gimnasio Municipal de Puente Alto Árbitros: 16 – 14 |  |

### Grupo E
| Pos. | Equipo            | Pts | PJ | PG | PP | PF  | PC  | Dif |
| ---- | ----------------- | --- | -- | -- | -- | --- | --- | --- |
| 1.   | UTE               | 4   | 2  | 2  | 0  | 152 | 126 | +26 |
| 2.   | ADCF Unimed       | 3   | 2  | 1  | 1  | 175 | 143 | +32 |
| 3.   | Leones de Quilpué | 2   | 2  | 0  | 2  | 127 | 185 | –58 |

|  | Clasificado a las semifinales. |

| 23 de septiembre, 19:00 | ADCF Unimed                                                                                       | 69–73                | UTE                                                                                | Puente Alto, Chile                                                                                |  |
|                         | Parciales: 20 – 24, 16 – 11, 13 – 17, 20 – 21                                                     |                      |                                                                                    |                                                                                                   |  |
|                         | Estadísticas Karla Cristina Martins Da Costa 17 Soeli Garvao Zakrzeski 6 Soeli Garvao Zakrzeski 3 | Reporte Pts Reb Asts | Estadísticas 27 Nadia Gomes Colhado 13 Nadia Gomes Colhado 5 Iziane Castro Marques | Pabellón: Gimnasio Municipal de Puente Alto Árbitros: Leandro Lezcano Daniel Garcia Carlos Romero |  |

| 24 de septiembre, 21:00 | UTE                                                                                     | 79–57                | Leones de Quilpué                                                                      | Puente Alto, Chile                                                                                    |  |
|                         | Parciales: 23 – 18, 22 – 13, 24 – 12, 10 – 14                                           |                      |                                                                                        | |  |
|                         | Estadísticas Iziane Castro Marques 26 Rachel Lindsay Allison 13 Iziane Castro Marques 4 | Reporte Pts Reb Asts | Estadísticas 18 Chineze Uzoamaka Nwagbo 8 Chineze Uzoamaka Nwagbo 3 Corin Rhonda Adams | Pabellón: Gimnasio Municipal de Puente Alto Árbitros: Leandro Lezcano Andres Bartel Gonzalo Salgueiro |  |

| 25 de septiembre, 19:00 | Leones de Quilpué                                                                        | 70–106               | ADCF Unimed                                                                                 | Puente Alto, Chile                                                                                |  |
|                         | Parciales: 23 – 18, 23 – 18, 23 – 18, 23 – 18                                            |                      |                                                                                             |                                                                                                   |  |
|                         | Estadísticas Chineze Uzoamaka Nwagbo 16 Ashley Breanna R. Daniels 6 Corin Rhonda Adams 5 | Reporte Pts Reb Asts | Estadísticas 30 Damiris Dantas Do Amaral 12 Damiris Dantas Do Amaral 8 Melisa Paola Gretter | Pabellón: Gimnasio Municipal de Puente Alto Árbitros: Leandro Lezcano Daniel Garcia Carlos Romero |  |

### Semifinales y final
|  | Semifinales      | Semifinales      |    |               | Final            | Final            |  |
|  | 26 de septiembre | 26 de septiembre |    |               | 27 de septiembre | 27 de septiembre |  |
|  |                  |                  |    |               |                  |                  |  |
|  |                  |                  |    |               |                  |                  |  |
|  | New Crusaders    | 58               |    |               |                  |                  |  |
|  | ADCF Unimed      | 78               |    |               |                  |                  |  |
|  |                  |                  |    |               |                  |                  |  |
|  |                  |                  |    |               |                  |                  |  |
|  |                  |                  |    |               | ADCF Unimed      | 70               |  |
|  |                  | UTE              | 60 |               |                  |                  |  |
|  |                  |                  |    |               |                  |                  |  |
|  |                  |                  |    |               |                  |                  |  |
|  |                  |                  |    |               | Tercer lugar     |                  |  |
|  |                  |                  |    |               |                  |                  |  |
|  | UTE              | 79               |    | New Crusaders | 80               |                  |  |
|  | Dep. Berazategui | 50               |    |               | Dep. Berazategui | 51               |  |

#### 5º puesto
| 26 de septiembre, 17:00 | Sport Recife                                                                                          | 68–59                | Leones de Quilpué                                                                       | Puente Alto, Chile                                                                                 |  |
|                         | Parciales: 6 – 18, 19 – 8, 25 – 15, 18 – 18                                                           |                      |                                                                                         | |  |
|                         | Estadísticas Patricia Teixeira Ribeiro 28 Silvia Cristina Gustavo Rocha 6 Patricia Teixeira Ribeiro 3 | Reporte Pts Reb Asts | Estadísticas 22 Corin Rhonda Adams 15 Chineze Uzoamaka Nwagbo 4 Chineze Uzoamaka Nwagbo | Pabellón: Gimnasio Municipal de Puente Alto Árbitros: Humberto Munoz Leandro Lezcano Carlos Romero |  |

#### Semifinales
| 26 de septiembre, 19:00 | UTE | 79–50                | Deportivo Berazategui                                                              | Puente Alto, Chile                                                                                  |  |
|                         | Parciales: 18 – 16, 31 – 7, 19 – 12, 11 – 15                                                               |                      |                                                                                    | |  |
|                         | Estadísticas Iziane Castro Marques 22 Marjorie Amparo Caicedo Burbano 19 Marjorie Amparo Caicedo Burbano 3 | Reporte Pts Reb Asts | Estadísticas 18 Ornella Soledad Santana 9 Ornella Soledad Santana 3 Sofia Castillo | Pabellón: Gimnasio Municipal de Puente Alto Árbitros: Daniel Garcia Andres Bartel Gonzalo Salgueiro |  |

| 26 de septiembre, 21:00 | New Crusaders                                                                                         | 58–78                | ADCF Unimed                                                                                                | Puente Alto, Chile                                                                                 |  |
|                         | Parciales: 16 – 14, 10 – 25, 17 – 14, 15 – 25                                                         |                      | | |  |
|                         | Estadísticas Tatiana Waleska Gómez Kehsler 19 Sandra Carolina Pavón 9 Tatiana Waleska Gómez Kehsler 4 | Reporte Pts Reb Asts | Estadísticas 32 Damiris Dantas Do Amaral 11 Damiris Dantas Do Amaral 7 Barbara Generoso Honorio De Queiroz | Pabellón: Gimnasio Municipal de Puente Alto Árbitros: Leandro Lezcano Humberto Munoz Carlos Romero |  |

#### Tercer puesto
| 27 de septiembre, 17:00 | New Crusaders                                                                            | 80–51                | Deportivo Berazategui                                                                 | Puente Alto, Chile                                                                               |  |
|                         | Parciales: 19 – 15, 18 – 7, 15 – 12, 28 – 17                                             |                      |                                                                                       |                                                                                                  |  |
|                         | Estadísticas Sandra Carolina Pavón 20 Taysha Renae Pye 9 Javiera Belen Novion Castillo 5 | Reporte Pts Reb Asts | Estadísticas 21 Ornella Soledad Santana 8 Fernanda Soledad Melo 3 Micaela Sol Sancisi | Pabellón: Gimnasio Municipal de Puente Alto Árbitros: Humberto Munoz Andres Bartel Carlos Romero |  |

#### Final
| 27 de septiembre, 19:00 | ADCF Unimed                                                                                               | 70–60                | UTE                                                                                | Puente Alto, Chile                                                                                    |  |
|                         | Parciales: 9 – 9, 14 – 19, 23 – 14, 24 – 18                                                               |                      |                                                                                    | |  |
|                         | Estadísticas Damiris Dantas Do Amaral 30 Damiris Dantas Do Amaral 8 Barbara Generoso Honorio De Queiroz 5 | Reporte Pts Reb Asts | Estadísticas 22 Nadia Gomes Colhado 12 Nadia Gomes Colhado 5 Iziane Castro Marques | Pabellón: Gimnasio Municipal de Puente Alto Árbitros: Leandro Lezcano Daniel Garcia Gonzalo Salgueiro |  |

ADCF Unimed

Campeón

Segundo título

## Plantel campeón
| No. | Jugador                             |
| --- | ----------------------------------- |
| 7   | Izabella Frederico Sangalli         |
| 9   | Melisa Paola Gretter                |
| 10  | Barbara Generoso Honorio De Queiroz |
| 11  | Joice Cristina De Souza Rodrigues   |
| 12  | Damiris Dantas Do Amaral            |
| 13  | Soeli Garvao Zakrzeski              |
| 22  | Karla Cristina Martins Da Costa     |
| 31  | Karina Da Silva Jabob               |
| 34  | Gilmara Justino                     |
| 47  | Patricia De Oliveira Ferreira       |

## Posiciones finales
| Pos.              | Equipo                | Pts | PJ | PG | PP | PF  | PC  | Dif  | Ef |
| ----------------- | --------------------- | --- | -- | -- | -- | --- | --- | ---- | -- |
| Medalla de oro    | ADCF Unimed           | 12  | 7  | 5  | 2  | 562 | 453 | +109 | 71 |
| Medalla de plata  | U.T.E.                | 12  | 7  | 5  | 2  | 472 | 411 | +61  | 71 |
| Medalla de bronce | New Crusaders         | 11  | 7  | 4  | 3  | 426 | 419 | +7   | 57 |
| 4.                | Deportivo Berazategui | 10  | 7  | 3  | 4  | 439 | 478 | –39  | 43 |
| 5.                | Sport Recife          | 10  | 6  | 4  | 2  | 414 | 396 | +18  | 67 |
| 6.                | Leones de Quilpué     | 9   | 6  | 3  | 3  | 403 | 428 | –25  | 50 |
| 7.                | Deportivo Santa María | 4   | 3  | 1  | 2  | 196 | 198 | –2   | 33 |
| 8.                | Universidad San Simón | 4   | 3  | 1  | 2  | 188 | 175 | +13  | 33 |
| 9.                | Malvín                | 4   | 3  | 1  | 2  | 194 | 200 | –6   | 33 |
| 10.               | Deportivo Anzoátegui  | 4   | 3  | 1  | 2  | 180 | 192 | –12  | 33 |
| 11.               | La Estancia           | 4   | 3  | 1  | 2  | 170 | 192 | –22  | 33 |
| 12.               | Uruguay UNEMI         | 3   | 3  | 0  | 3  | 134 | 236 | –102 | 0  |